# Suchy Potok (dopływ Łososiny)
Suchy Potok – potok prawy dopływ rzeki Łososina. Wypływa na wysokości około 740 m na porośniętych lasem północno-zachodnich stokach Łopienia Wschodniego w Beskidzie Wyspowym. Po opuszczeniu lasu spływa przez pola uprawne miejscowości Tymbark, przepustem pod drogą krajową nr 28 i na wysokości około 415 m uchodzi do Łososiny. Jego deniwelacja wynosi 325 m, średni spadek 9,9%.
Cała zlewnia potoku znajduje się w obrębie wsi Tymbark w województwie małopolskim, w powiecie limanowskim, w gminie Tymbark. Górna jej część to tereny leśne masywu góry Łopień, środkowa pola uprawne, w dolnej części zabudowania wsi. Potok ma trzy większe dopływy; jeden prawobrzeżny i dwa lewobrzeżne. Największym z nich jest lewobrzeżny Rybny Potok, zwany też Rybkowskim Potokiem.